# Seznam ulic v Brně-Černovicích
Seznam ulic v Brně-Černovicích uvádí přehled ulic a veřejných prostranství na území městské části Brno-Černovice, která je územně totožná s evidenční částí obce Černovice a s katastrálním územím Černovice.

## Seznam
| Název                | Pojmenováno po                          | Souřadnice                       | Obrázek | Commons            | RÚIAN  | Mapy.cz         |
| -------------------- | --------------------------------------- | -------------------------------- | ------- | ------------------ | ------ | --------------- |
| Blatouchová          | blatouch                                | 49°11′7″ s. š., 16°37′55″ v. d.  |         |                    | 21628  | stre&id=79007   |
| Bolzanova            | Bernard Bolzano                         | 49°11′12″ s. š., 16°38′22″ v. d. |         | Bolzanova (Brno)   | 21521  | stre&id=78997   |
| Charbulova           | Jan Charbula                            | 49°10′51″ s. š., 16°38′18″ v. d. |         | Charbulova         | 22128  | stre&id=79057   |
| Churého              | Jan Churý                               | 49°11′11″ s. š., 16°38′ v. d.    |         |                    | 22292  | stre&id=79074   |
| Cornovova            | Ignác Cornova                           | 49°11′13″ s. š., 16°38′31″ v. d. |         | Cornovova          | 22349  | stre&id=79079   |
| Elišky Krásnohorské  | Eliška Krásnohorská                     | 49°11′10″ s. š., 16°37′56″ v. d. |         |                    | 23124  | stre&id=79157   |
| Ericha Roučky        | Erich Roučka                            | 49°10′27″ s. š., 16°40′16″ v. d. |         |                    | 765317 | stre&id=149592  |
| Faměrovo náměstí     |                                         | 49°10′34″ s. š., 16°38′22″ v. d. |         | Faměrovo náměstí   | 23191  | stre&id=153596  |
| Ferrerova            | Francisco Ferrer                        | 49°11′15″ s. š., 16°37′55″ v. d. |         |                    | 23230  | stre&id=79167   |
| Havraní              | havran polní                            | 49°10′42″ s. š., 16°38′36″ v. d. |         | Havraní (Brno)     | 23817  | stre&id=79225   |
| Hladíkova            | Josef Hladík                            | 49°11′20″ s. š., 16°37′43″ v. d. |         | Hladíkova (Brno)   | 23981  | stre&id=79242   |
| Hájecká              | les                                     | 49°10′23″ s. š., 16°38′26″ v. d. |         |                    | 36099  | stre&id=80449   |
| Húskova              | Aleš Húsek                              | 49°11′6″ s. š., 16°38′21″ v. d.  |         | Húskova (Brno)     | 24481  | stre&id=79292   |
| Jiránkova            | Josef Jiránek                           | 49°11′17″ s. š., 16°38′5″ v. d.  |         |                    | 24961  | stre&id=79340   |
| Klíčova              | Karel Klíč                              | 49°11′24″ s. š., 16°37′48″ v. d. |         |                    | 25631  | stre&id=79407   |
| Kneslova             | Karel Knesl                             | 49°11′11″ s. š., 16°38′38″ v. d. |         | Kneslova           | 25712  | stre&id=79415   |
| Kotkova              | Josef Kotek                             | 49°11′17″ s. š., 16°38′23″ v. d. |         |                    | 26123  | stre&id=79456   |
| Kovácká              | Filip Kovář                             | 49°11′5″ s. š., 16°37′56″ v. d.  |         |                    | 26191  | stre&id=79464   |
| Krausova             | František Kraus                         | 49°11′11″ s. š., 16°38′33″ v. d. |         |                    | 26301  | stre&id=79475   |
| Mírová               | mír                                     | 49°10′37″ s. š., 16°38′5″ v. d.  |         | Mírová (Brno)      | 28002  | stre&id=79645   |
| Olomoucká            | Olomouc                                 | 49°11′3″ s. š., 16°39′47″ v. d.  |         | Olomoucká (Brno)   | 29033  | stre&id=79746   |
| Ostravská            | Ostrava                                 | 49°11′6″ s. š., 16°40′33″ v. d.  |         | Ostravská (Brno)   | 36498  | stre&id=80488   |
| Pahrbek              |                                         | 49°10′39″ s. š., 16°38′38″ v. d. |         | Pahrbek (Brno)     | 29327  | stre&id=79775   |
| Průmyslová           | průmysl Černovická terasa               | 49°10′18″ s. š., 16°39′57″ v. d. |         |                    | 710199 | stre&id=143924  |
| Přední               | umístění                                | 49°11′9″ s. š., 16°37′54″ v. d.  |         | Přední (Brno)      | 30384  | stre&id=79880   |
| Skřivánčí            | pole                                    | 49°10′39″ s. š., 16°38′29″ v. d. |         | Skřivánčí (Brno)   | 31607  | stre&id=80001   |
| Slámova              | Bohumil Sláma                           | 49°11′14″ s. š., 16°38′20″ v. d. |         | Slámova (Brno)     | 31712  | stre&id=80012   |
| Smutná               | hřbitov                                 | 49°10′36″ s. š., 16°38′35″ v. d. |         | Smutná (Brno)      | 31844  | stre&id=80025   |
| Spojka               | železniční trať Brno – Uherské Hradiště | 49°11′11″ s. š., 16°37′52″ v. d. |         |                    | 36846  | stre&id=80523   |
| Spáčilova            | Jan Spáčil                              | 49°11′13″ s. š., 16°38′26″ v. d. |         | Spáčilova (Brno)   | 32051  | stre&id=80046   |
| Stinná               | stín Sting                              | 49°11′13″ s. š., 16°37′49″ v. d. |         |                    | 32212  | stre&id=80062   |
| Tržní                | trh                                     | 49°11′25″ s. š., 16°37′50″ v. d. |         | Tržní (Brno)       | 33464  | stre&id=80186   |
| Turgeněvova          | Ivan Sergejevič Turgeněv                | 49°11′22″ s. š., 16°38′39″ v. d. |         |                    | 33596  | stre&id=80199   |
| Těžební              | pískovna                                | 49°10′57″ s. š., 16°39′23″ v. d. |         |                    | 710202 | stre&id=143925  |
| U Svitavy            | Svitava                                 | 49°10′27″ s. š., 16°38′2″ v. d.  |         |                    | 37052  | stre&id=80544   |
| Vinohradská          | vinice                                  | 49°10′17″ s. š., 16°38′48″ v. d. |         | Vinohradská (Brno) | 34550  | stre&id=80295   |
| Vlastimila Pecha     | Vlastimil Pech                          | 49°10′43″ s. š., 16°39′49″ v. d. |         | Vlastimila Pecha   | 860999 | stre&id=5183533 |
| Vítězslavy Kaprálové | Vítězslava Kaprálová                    | 49°11′8″ s. š., 16°38′3″ v. d.   |         |                    | 34606  | stre&id=80300   |
| Wainerovo náměstí    |                                         | 49°10′34″ s. š., 16°38′31″ v. d. |         | Wainerovo náměstí  | 36412  | stre&id=80480   |
| Zvěřinova            | František Bohumír Zvěřina               | 49°11′25″ s. š., 16°37′45″ v. d. |         |                    | 35751  | stre&id=80415   |
| Černovická           | Černovice                               | 49°10′39″ s. š., 16°38′43″ v. d. |         | Černovická (Brno)  | 22497  | stre&id=79094   |
| Řehořova             | Ladislav Řehoř                          | 49°11′4″ s. š., 16°38′7″ v. d.   |         |                    | 31224  | stre&id=79963   |
| Šestákova            | Kamil Šesták                            | 49°10′38″ s. š., 16°38′37″ v. d. |         | Šestákova (Brno)   | 32662  | stre&id=80107   |
| Štolcova             | Karel Štolc                             | 49°11′14″ s. š., 16°38′11″ v. d. |         | Štolcova (Brno)    | 32972  | stre&id=80138   |
| Švédské valy         | Švédské valy Slatina                    | 49°10′33″ s. š., 16°40′11″ v. d. |         |                    | 710211 | stre&id=143926  |